# Więcej (singel)
Więcej – singel polskiego piosenkarza Michała Szczygła z jego debiutanckiego albumu studyjnego, zatytułowanego Tak jak chcę.

## Geneza utworu i historia wydania
Utwór napisali i skomponowali Jakub Laszuk, Michał Szczygieł i Szymon Frąckowiak.
Singel ukazał się w formacie digital download 25 marca 2021 w Polsce za pośrednictwem wytwórni płytowej Universal Music Polska. Kompozycja została umieszczona na debiutanckim albumie studyjnym Michała Szczygła – Tak jak chcę.
Do utworu powstał teledysk, który udostępniono w dniu premiery singla za pośrednictwem serwisu YouTube.

## Pozycje na listach airplay
| Kraj   | Lista             | Najwyższa pozycja |
| ------ | ----------------- | ----------------- |
| Polska | OLiA              | 14                |
| Polska | AirPlay – Nowości | 4                 |